# Ami Tokitō
Ami Tokitō (jap. 時東ぁみ Tokitō Ami; ur. 25 września 1987 w Tokio w Japonii) znana również jako Komatsu Yukie (小松幸江) i Asakura Hikaru (朝倉ひかる) – japońska piosenkarka j-popowa występująca w zespole Gyaruru. Zwyciężczyni Miss Magazine 2005 (brało udział ok. 16 tysięcy ludzi). Jej pierwszy debiut jako gravure idol wraz z jej pierwszym DvD

## DvD
| #  | Tytuł | Data wydania |
| -- | --- | ------------ |
| 1  | Takahashi Sachiko and Tokito Ami (wraz z Takahashi Sachiko)                                                               | 2005.05.28   |
| 2  | Occhiali | 2005.06.07   |
| 3  | Tokito Ami Miss Magazine 2005 (時東ぁみ ミスマガジン2005)                                                                 | 2005.10.21   |
| 4  | Tokito Ami Tenshi no Itazura                                                                                              | 2005.11.25   |
| 5  | Megane no Bakayaroo | 2005.11.25   |
| 6  | Music V Tokushuu 1 ~Pineappo!~ (ミュージックV特集 ①～パインナッポー！～)                                                  | 2006.04.01   |
| 7  | Tokito Ami Hatsu Live '06 Haru ~The Nakano Sampler~ (時東ぁみ 初ライブ '06春 ～ザ・中野サンプラ～)                        | 2006.06.14   |
| 8  | Cry For Help! ~Uchuu Station Chikaku no Baiten ni te~                                                                     | 2006.12.20   |
| 9  | TAWAWA Natsu Bikini Single V                                                                                              | 2007.06.06   |
| 10 | Tokito Ami with THE Possible Live '07 ~Ami Kore Possi Kore~ (時東ぁみ with THE ポッシボー ライブ'07~ぁみコレ ポッシコレ~) | 2007.09.19   |
| 11 | Doki Doki, Tokimeki Ami Tokito (ドキドキ、トキメキ 時東ぁみ)                                                              | 2008.03.21   |
| 12 | Shittori, Mattari Ami Tokito (しっとり、まったり 時東ぁみ)                                                                | 2008.03.21   |

## Single
| # | Tytuł                                                                | Data wydania |
| - | -------------------------------------------------------------------- | ------------ |
| 1 | Sentimental Generation (せんちめんたる じぇねれ～しょん)             | 2006.04.19   |
| 2 | Sora Kara ~CRY FOR HELP!~ (宇宙から～CRY FOR HELP!～)                | 2006.07.12   |
| 3 | I'm a lady ~Jirettai Watashi~ (I'm a lady～じれったい私～)           | 2006.11.01   |
| 4 | Aiyai Aiyai! (愛ヤイ 愛ヤイ!)                                        | 2007.02.07   |
| 5 | TAWAWA Natsu Bikini (TAWAWA 夏ビキニ) (Tokito Ami with THE Possible) | 2007.05.16   |

| # | Tytuł                                      | Data wydania |
| - | ------------------------------------------ | ------------ |
| 1 | 1 Sanagi no Bathrobe (①さなぎのバスローブ) | 2005.12.07   |
| 2 | 2 Suki desu... (②好きです・・・。)         | 2006.03.15   |